# Arthroplea congener
Arthroplea congener es una especie de efímera del género Arthroplea, familia, Arthropleidae. Fue descrita por Bengtsson en 1908.
La especie se mantiene activa entre marzo a septiembre y noviembre, siendo junio el mes donde presenta mayor actividad.

## Descripción
Mide aproximadamente 20 mm de longitud.

## Distribución
Se distribuye por Suecia, Finlandia, Noruega, Francia, Estonia, Federación Rusa, Ucrania, Reino Unido e Irlanda del Norte.